# Bunsenův kahan

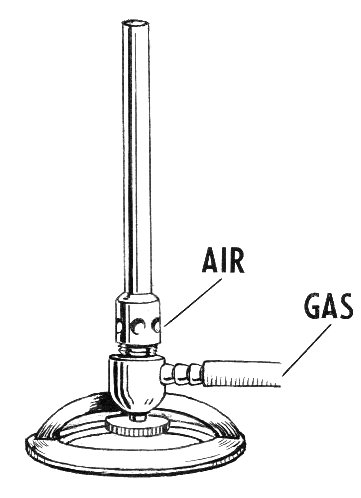
Bunsenův kahan: plyn přiváděn hadičkou (gas), přívod vzduchu regulován pootočením kroužku (air)

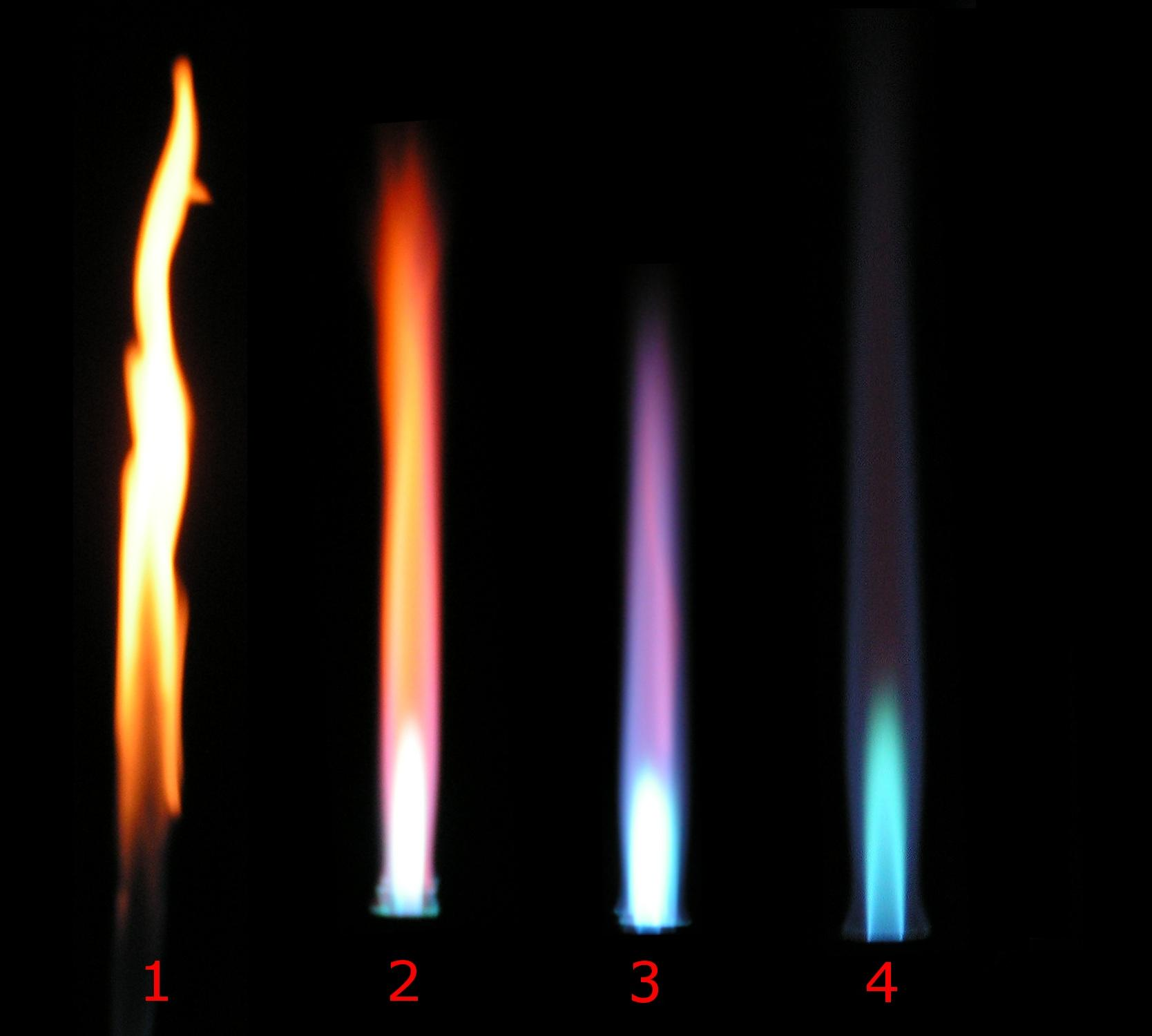
Změny plamene podle regulace přívodu vzduchu: 1. přívod uzavřen – „bezpečný“ plamen o nejnižší teplotě, čadivý; 2. přívod vzduchu pootevřen; 3. přívod napůl otevřen; 4. přívod vzduchu naplno otevřen: namodralý plamen o nejvyšší teplotě (též ke zkouškám zbarvení plamene)

Bunsenův kahan, pojmenovaný podle Roberta Bunsena, patří do základního vybavení chemické laboratoře a umožňuje využití přímého otevřeného regulovatelného plynového plamene převážně k zahřívání, dále ke sterilizaci, spalování a také ke zkouškám na barvení plamene.
Hořák má úzký otvor, nad nějž se překlopí kovová rourka, buď dole otevřená nebo opatřená postranními okénky, které lze většinou zmenšit či uzavřít posuvným diafragmatem. Pokud zapálíme plyn proudící z hořáku při zavřených okénkách, hořák vydává obyčejný plamen, začazuje do něj vložené studené předměty. Při otevřených okénkách se spodem nasátý vzduch míchá s plynem a důsledkem úbytku uhlíku jeho rychlejším spalováním ubývá jasnosti plamene a značně přibývá výhřevnosti. Plamen nabývá modravou barvu a neusazuje saze; proto se hodí k zahřívání.